# Il decimo clandestino
Il decimo clandestino è la terza raccolta di racconti (o romanzo a episodi) del giornalista e scrittore italiano Giovannino Guareschi pubblicata postuma da Rizzoli nell'ottobre del 1982.
Il decimo clandestino è una raccolta di racconti, in parte già pubblicati in lingua inglese, riuniti in questo volume per la stampa italiana, con disegni dello stesso Guareschi. Questo è il primo volume della nuova serie di racconti di Guareschi intitolata Piccolo Mondo Borghese dove l'ambientazione si allarga dalla bassa padana alle città del nord come Milano. Compaiono il parroco di campagna don Camillo e il sindaco comunista e meccanico del paese Peppone, in un paio di racconti ma di sfuggita, ombre di contorno ai fatti dei contadini, operai, commendatori, industriali, professori, ricchi e poveri e persino un americano.

## Trama
Il romanzo è composto da diciassette racconti:
- Il decimo clandestino: (racconto che dà il titolo al volume) una vedova con nove figli decide di rifarsi una vita trasferendosi in città e per trovare un alloggio con l'affitto è costretta a dichiarare di essere sola. I bambini dovranno entrare e uscire silenziosamente al mattino presto e alla sera tardi, quando gli altri dormono.
- Una famiglia rovinata: una famiglia di contadini avari si disperano quando il figlio in un attimo di "pazzia" acquista una motoretta che si rivela un vero affare.
- Il cero: un affitto non pagato, un contratto non rispettato, una sentenza del tribunale e un cero di ringraziamento alla Madonna, peccato che non si riesca a farlo stare acceso
- Residuati di guerra: ogni anno la tedesca torna per pregare sulla tomba del marito morto in guerra in Italia e alloggia da Milca che è stato per il marito un vero amico... forse...
- La parte di Diego: per un padre tutti i figli sono uguali, nei diritti, anche un morto. E se non c'è il rispetto dei vivi, ci può pensare il fiume.
- Il cancello chiuso: a volte le strade di campagna passano nei posti più impensati e pericolosi e un carattere iroso può avere conseguenze disastrose
- Viaggio di nozze: in guerra sono accadute anche cose brutte e antipatiche a chi si è trovato in veste di civile, di fronte a dei soldati. Pur cercando di non portare rancore è un'occasione troppo ghiotta per un oste, ritrovare il comandante inglese di anni fa.
- La notte dei miracoli: non avere un lavoro e avere degli suoceri ricchi che ti odiano non è facile: si rischia di perdere la famiglia, ma la vigilia di Natale i miracoli possono accadere nei modi più impensati.
- Vita con la madre: il presidente di un'industria non ha tempo per cosucce come l'acquisto dei regali per la moglie e il suo bambino, ma una letterina a Gesù Bambino per Natale del figlioletto può chiarire e cambiare molte cose
- Grazie dei fiori: il professor Tabacci insegnava latino ma il suo segreto era il pallino per i fiori, tanto che la moglie lo iscrive al famoso gioco televisivo (probabilmente Lascia o Raddoppia) per vincere una grossa cifra
- L'alba del commendatore: il tema del figlioletto può essere motivo di riscatto anche dopo tanti anni
- Affari di borsa: cosa può accadere se padre e figlia si scambiano la borsa
- L'uomo più ricco del mondo: racconto americano che dimostra alcuni valori universali
- Carcere di provincia: quando sei carcerato ti preoccupi per ciò che ti sei lasciato fuori (questo racconto, pur non parlando di sé, è uno dei pochi scritti dove si trova Guareschi in carcere, periodo del quale lo scrittore non parlava mai)
- L'investimento: può un'auto ferma investire un ciclista? a furor di popolo pare di sì
- Un pranzo da signori: la dignità di una famiglia sull'orlo del fallimento
- Cavalli e donne: la nostalgia di un vecchio ai tempi passati e alle avventure di gioventù

## Racconti
| nº | Titolo                | Prima pubblicazione                 | Utilizzato nel film |
| -- | --------------------- | ----------------------------------- | ------------------- |
| 1  | Il decimo clandestino | Candido n. 14 del 4 aprile 1954     |                     |
| 2  | Una famiglia rovinata | Candido n. 16 del 18 aprile 1954    |                     |
| 3  | Il cero               | Candido n. 17 del 25 aprile 1954    |                     |
| 4  | Residuati di guerra   | Candido n. 16 del 15 aprile 1956    |                     |
| 5  | La parte di Diego     | Candido n. 17 del 22 aprile 1956    |                     |
| 6  | Il cancello chiuso    | Candido n. 34 del 19 agosto 1956    |                     |
| 7  | Viaggio di nozze      | Candido n. 40 del 30 settembre 1956 |                     |
| 8  | Carcere di provincia  | Candido n. 16 del 21 aprile 1957    |                     |
| 9  | Cavalli e donne       | Candido n. 6 del 9 febbraio 1958    |                     |

In questo elenco sono compresi i racconti che Guareschi ha pubblicato sui periodici Candido, il Borghese e Oggi poi raccolti nel volume Il decimo clandestino.

### Il decimo clandestino
- Fonte: Favola.
- Personaggi: Il vecchio Baralli, Marcella, i nove figli di Marcella, la signora padrona di casa, la portinaia, Tognone.

Marcella, vedova con nove figli, si trasferisce a Milano per lavorare ma ha difficoltà a trovare casa per i suoi nove figli. Alla fine ne trova una da una signora benestante, che gliela concede credendo la donna sia sola. Quando scopre la verità però non caccia i nove clandestini, e il merito è del decimo.

### Una famiglia rovinata
- Fonte: Favola.
- Personaggi: Pietro Bigatti, sua moglie, Giacomino Bigatti e i suoi tre fratelli, Anna, Gino Bigatti, zio di Giacomino.

I Bigatti sono spilorci al punto da andare ancora avanti senza la corrente elettrica, nonostante la linea passi sul confine della loro terra. Quando Giacomino spende 200.000 lire per una moto, allo scopo di fare colpo sulla ragazza del suo cuore, per la famiglia è una tragedia. Ma la moto riaccende antiche passioni di suo padre.

### Il cero
- Fonte: Invenzione dal vero.
- Personaggi: Alcibiade Santini, il suo ragioniere e il suo avvocato, Giovanni Bazzìga, Peppone, lo Smilzo, la gente del Borgo, il maresciallo, il presidente del tribunale, don Camillo

Il vecchio Alcibiade rinnega un contratto fatto con il suo mezzadro Bazzìga, e potendosi permettere un buon avvocato vince la causa penale conseguente. Quando porta un cero in chiesa, in ringraziamento per la vittoria, si accorge che la fiamma non vuole accendersi.
- L'autore si riferisce qui alla causa per diffamazione che gli ha intentato Alcide De Gasperi. Alcibiade è volutamente somigliante al nome Alcide, ed entrambi giurano il falso in tribunale sicuri di essere coperti dalla loro maggior influenza.

### Residuati di guerra
- Fonte: Invenzione dal vero.
- Personaggi: Milca, don Camillo, Fritz Hauser, la moglie di Milca, la vedova di Fritz, la voce del Cristo.

Ogni anno Milca ospita la vedova e il figlio di Fritz, un tedesco caduto in guerra da quelle parti. Milca confida a don Camillo che vorrebbe non venissero più, perché Fritz lo ha ucciso lui.

### La parte di Diego
- Fonte: Boscaccio
- Personaggi: Minta, sua moglie, i suoi figli, il piccolo Diego.

Alla sua morte Minta divide nel testamento il suo podere tra i suoi figli. Una parte la lascia anche a Diego, nato quando i fratelli erano già grandi e annegato a undici anni. Gli altri figli vogliono venderla per pagare con il ricavato la tassa di successione ma il fiume, con una piena, si prende la parte di Diego.

### Il cancello chiuso
- Fonte: Favola
- Personaggi: Marchino Stocci e sua figlia Gisa, i trebbiatori, la vecchia Antonietta, don Camillo.

Gisa è una bambina sensibile, sempre alle prese con il padre irascibile. Per sfuggire all'ennesima sfuriata fugge con la bicicletta in strada e viene uccisa da un camion. Marchino si chiude nel suo rimorso, finché la Gisa non viene a prenderlo per andare insieme verso l'eternità.

### Viaggio di nozze
- Fonte: Invenzione dal vero.
- Personaggi: L'oste Giacomone, il graduato inglese, tre poliziotti, la moglie di Giacomone.

Giacomone odia gli inglesi perché uno di loro lo ha picchiato durante la liberazione. Quando uno di loro torna neo sposo a mangiare proprio nella sua osteria gli prepara un ottimo pranzo e un cordiale che fa inorridire la sposa.

### Carcere di provincia
- Fonte: Invenzione dal vero
- Personaggi: L'"io" narrante, il Biondo, il sagrista, l'autore, i carcerati, le guardie, i compagni di cella del biondo.

L'autore parla con il Biondo, che dal carcere si preoccupa del suo cane rimasto al rifugio, senza che nessuno se ne occupi.
- L'autore ricorda in questa storia il suo periodo di detenzione e i compagni della prigione.

### Cavalli e donne
- Fonte: Boscaccio.
- Personaggi: L'"io" narrante, il proprietario di un'impresa di trasporti, i cavalli Menelik e Bionda, lo stalliere, Gigiotto.

Un ex carrettiere da bambino spiava il padre, carrettiere a sua volta e che gli incuteva timore. Un giorno lo prende con sé per farsi sostituire e capisce molte cose.

## Nel cinema e in televisione
Dal primo racconto del romanzo è stato tratto un film televisivo omonimo (1989) per la regia di Lina Wertmüller, con Piera Degli Esposti nella parte di Cesira e Dominique Sanda.

## Edizioni
- Giovannino Guareschi, Il decimo clandestino. Piccolo mondo borghese, Collana La Scala, Rizzoli, Milano, I ed. 1982, pp.212.
- id., id., (con un breve racconto autobiografico del periodo trascorso in carcere), BUR, Milano, 1989
- id., Piccolo mondo borghese. Il decimo clandestino. Noi del boscaccio, Collana SuperBur, BUR, Milano, 1998